# Бланкоя
Бланкоя (лат. Blancoa) — род многолетних травянистых растений семейства Гемодоровые (Haemodoraceae).
Единственный вид — Бланкоя седоватая (Blancoa canescens), эндемик западной Австралии.

## Название
Родовое название было дано в честь Франсиско Мануэля Бланко (исп. Francisco Manuel Blanco, 1778—1845), испанского монаха; ботаника, исследователя флоры Филиппин, автора первого труда о природе этой страны.
Синоним названия вида: Conostylis canescens (Lindl.) F.Muell., 1872.

## Ботаническое описание
Бланкоя седоватая — корневищный травянистый многолетник, 10—40 см в высоту. Соцветия от красного до розового цвета. Цветение в июле-сентябре.